# Etnofarmakologia
Etnofarmakologia – dyscyplina naukowa zajmująca się badaniem biologicznych właściwości produktów (głównie pochodzenia roślinnego) wykorzystywanych w ramach medycyny ludowej.
Przekazy medycyny ludowej wykorzystywane są jako źródło hipotez badawczych. Ich testowanie odbywa się zgodnie ze współczesną metodyką farmakologii. W przeciwieństwie do dziedzin pokrewnych, np. etnobotaniki, nie zajmuje się aspektami kulturowymi, a jedynie sferą biologiczną.